# Mimozeargyna
Mimozeargyna is een kevergeslacht uit de familie van de boktorren (Cerambycidae). De wetenschappelijke naam van het geslacht werd voor het eerst geldig gepubliceerd in 1967 door Breuning.

## Soorten
Mimozeargyna is monotypisch en omvat slechts de volgende soort:
- Mimozeargyna flavomaculata Breuning, 1967